# 이지 (비디오 게임)
《이지》(영어: Iji)는 다니엘 레마르가 게임 메이커를 이용해 4년간 개발하여 만든 슈팅 비디오 게임이자 프리웨어 인디 게임이다. 2008년 9월 1일에 처음으로 공개되었으며, 5번의 버그 수정 및 내용 추가 업데이트를 거쳐서 현재에는 2010년 3월 6일자에 업데이트된 1.6 버전이 가장 최신 버전이다.
게임은 현대의 군사 시설을 방문한 주인공 이지 카테이서(Iji Kataiser)로부터 시작한다. 이지는 가족과 함께 시설을 돌아다니던 중 지구는 '타센'이라 불리는 외계인들의 침공을 받는다. 대규모의 폭발 후 보호 시설에서 깨어난 이지는 자신의 몸이 나노 기술에 의해 인간 병기로 변모했음을 확인하게 되고, 행성 전체를 점거한 타센들을 내보내기 위해 외계인들의 지도자를 설득하러 나선다.
게임 내 표시되는 언어는 기본적으로 영어만을 제공하고 있었지만,  2012년 5월 20일 중국어 버전이 업데이트되었으며, 2012년 6월 11일에는 디시인사이드의 고전게임 갤러리 유저들이 결성한 한글화팀 '팀 왈도'가 만든 이지 한국어 버전이 공식 홈페이지에서 제공되기 시작했다.

## 게임 플레이
레마르의 말에 따르면 이지는 시스템 쇼크 2의 2D 버전과 같다고 한다.